# Caviria doda
Caviria doda är en fjärilsart som beskrevs av William Schaus 1927. Caviria doda ingår i släktet Caviria och familjen tofsspinnare. Inga underarter finns listade i Catalogue of Life.